# Bürgerforum (Bürgerbeteiligung)
Ein Bürgerforum (auch Bürgergutachten, Bürgerrat, Gesellschaftsrat, Bürgerversammlung, Planungszelle, englisch Citizens’ jury) ist eine Kommission, die nach einem Losverfahren ausgewählt wird, um im Rahmen der Deliberativen Demokratie Entscheidungshilfen zu bestimmten Sachfragen zu erarbeiten. Zur Klärung der Fragen erhalten die Teilnehmer von Sachverständigen Sachinformationen. Die Ergebnisse der Beratungsprozesse werden von einem neutralen Durchführungsträger in Bürgergutachten zusammengefasst und der Öffentlichkeit sowie den Auftraggebern vorgelegt. Die Bürger erhalten eine Aufwandsentschädigung. Der reale Einfluss von Bürgergutachten auf politische Entscheidungen ist umstritten.

## Ziel
Hauptziel von Bürgerforen ist die Einbindung der allgemeinen Öffentlichkeit in Entscheidungsprozesse. Die grundlegende Philosophie von solchen Treffen ist von dem Wunsch nach fairer Repräsentation aller Betroffenen bei der Entscheidungsvorbereitung und Entscheidungsfindung getragen.

## Technik
Bei Bürgerforen wird in der Regel die Pinnwandmoderation angewandt. Dabei handelt es sich um eine Kombination von Planungs- und Visualisierungstechniken mit gruppendynamischen und gesprächstechnischen Elementen. In einem durch einen Moderator gesteuerten Prozess werden in der Gruppe Problemlösungen erarbeitet und mit Hilfe farbiger Kärtchen an Pinnwänden visualisiert. Die Visualisierung ist ein entscheidendes Merkmal des Verfahrens und kann zur Sammlung von Beiträgen, zur Strukturierung, zur Gewichtung alternativer Lösungen und zur Präsentation der Ergebnisse herangezogen werden.
Das Verfahren bietet auch dem gesprächsungeübten Teilnehmern Gelegenheit, sich zu beteiligen; es lässt differenzierte Standpunkte klar zum Ausdruck kommen und stellt im Gegensatz zu üblichen Diskussionen sicher, dass auch wichtige Nebengedanken nicht verloren gehen.
Die Metaplan-Methode setzt einfache Hilfsmittel ein (großes Packpapier auf Stecktafel, farbige Kärtchen, Filzschreiber, Klebepunkte …). Mit diesem Handwerkszeug werden die Äußerungen für alle sichtbar gemacht und geordnet. So lässt sich jeder Gedanke festhalten und verhindert zeitraubende Wiederholungen und macht Zusammenhänge erkennbar.
Nach dem soziotechnischen Prinzip werden Themen über eine Internetplattform (Forum) diskutiert und die Ergebnisse durch Moderatoren zusammengefasst. Mit einer anschließenden Abstimmung wird die Zustimmung von den Teilnehmern eingeholt. Eine Technik, die überregionales Arbeiten zulässt und die Kosten niedrig hält.

## Stadtteilarbeit
Die Beteiligung großer Bürgergruppen und ganzer Stadtteile erfordert besondere Methoden der Organisationsentwicklung und der Großgruppenmoderation. Damit können Gruppen mit bis zu über 1000 Teilnehmern zu aktiver kreativer und kooperativer Zusammenarbeit geführt werden.

## Beispiele

### BürgerForum
Das online-unterstützte Verfahren „BürgerForum“ (Eigenschreibweise) wurde von der Bertelsmann Stiftung und der Heinz Nixdorf Stiftung entwickelt. Die Teilnehmer der Foren werden zufällig und repräsentativ ausgewählt (erweitertes Losverfahren mit möglichst heterogener und vielfältiger Zusammensetzung der Teilnehmer, vielfältigem Abbild nach Alter und Geschlecht).
Erste BürgerForen waren auf bundesweiter Ebene:
- 2008 BürgerForum Soziale Marktwirtschaft, dessen Ergebnisse durch eine repräsentative Meinungsumfrage bundesweit mit einer Zustimmung von über 80 % gestützt wurden. Zu Fragen „Wie sieht das Leitbild einer zukunftsfähigen Sozialen Marktwirtschaft aus Sicht der Bevölkerung aus? Wie müsste die Soziale Marktwirtschaft in Deutschland weiterentwickelt werden, um von den Menschen als wirtschaftlich erfolgreich und zugleich sozial gerechte Wirtschaftsordnung akzeptiert und anerkannt zu werden?“ haben die Bertelsmann Stiftung, die Heinz Nixdorf Stiftung und die Ludwig-Erhard-Stiftung 350 Bürgerinnen und Bürger aus allen Landesteilen Deutschlands eingeladen. Während zehn Wochen diskutierten sie online und in Begegnungen. Die Ergebnisse liegen als „BürgerProgramm Soziale Marktwirtschaft“ vor.[2][3][4][5][6][7]

- 2009 BürgerForum Europa – Mitte Februar haben die Veranstalter Angela Merkel, die Bundeskanzlerin, eingeladen, um in Berlin mit 350 Bürgerinnen und Bürgern aus ganz Deutschland in einer zweitägigen Veranstaltung zum Thema „Zukunft Europas, Stärken, Schwächen und Chancen“ zu diskutieren. In acht Ausschüssen debattierten und erarbeiteten sie Lösungsvorschläge zu von ihnen selbst ausgewählten politischen Problemen in der EU, die sie anschließend acht Wochen lang auf einer Internet-Plattform online diskutieren. Am Ende stand ein „BürgerProgramm Europa“, der Ende April in Bonn auf einem „BürgerGipfel“, der Abschlussveranstaltung des BürgerForums, der Öffentlichkeit vorgestellt wurde.[8]

- 2011 BürgerForum Gesellschaftlicher Zusammenhalt, welches deutschlandweit mit 10.000 Menschen stattfand, in 25 ausgewählten Städten und Landkreisen gleichzeitig, mit jeweils 400 Bürgerinnen und Bürgern, die an konkreten Ideen arbeiteten, welche „den Zusammenhalt in unserer Gesellschaft stärken können“.[9] Christian Wulff, der damalige Bundespräsident, übernahm die Schirmherrschaft.[10]

2014 haben fünf Modellkommunen BürgerForen zur Lösung regionaler Herausforderungen in Eigenregie durchgeführt – Karlsruhe: „Nachhaltige Oststadt | Zukunft aus Bürgerhand“, Marburg: „Beteiligungsverfahren zur Bundesgartenschau 2029“, Oldenburg: „Übermorgen jetzt! Wir gestalten gemeinsam den demografischen Wandel in Oldenburg“, Remseck am Neckar: „Eine einmalige Chance, unseren l(i)ebenswerten Ort für alle weiterzuentwickeln“ und Wiehl „Aktiv Zukunft gestalten“.
Für die Durchführung der Online-Werkstätten stellt das „BürgerForum“ eine Internetplattform unter Open-Source Lizenz bereit, die auf Drupal basiert.

### Bürgerrat Demokratie
Bürgerrat Demokratie war eine weitere bundesweite losbasierte Bürgerversammlung in Deutschland. Sie wurde 2019–2020 vom Verein Mehr Demokratie und der Schöpflin Stiftung veranstaltet und von der Stiftung Mercator unterstützt. 160 aus den Einwohnermelderegistern geloste Menschen erarbeiteten im September 2019 „Empfehlungen zur Stärkung der Demokratie“.
Als Motto übernahmen die Veranstalter aus dem Koalitionsvertrag 2018 die Frage „ob und in welcher Form unsere bewährte parlamentarisch-repräsentative Demokratie durch weitere Elemente der Bürgerbeteiligung und direkter Demokratie ergänzt werden kann“.
Mitte Januar 2021 folgte, von denselben Veranstaltern Ende 2020 initiiert, ein weiterer Bürgerrat zum Thema Deutschlands Rolle in der Welt.

### Bürgerausschuss zur Verfassungsreform (Island)
Das isländische Parlament ließ im Jahr 2010 eine Gruppe von 1000 Bürgern auslosen, die Vorschläge zu einer neuen Verfassung machen sollten. Aus ihnen wurden dann 25 Personen ausgewählt, die einen neuen Verfassungsentwurf ausarbeiteten. Der Vorschlag für die neue Verfassung Islands wurde dabei unabhängig vom Parlament und privaten Interessengruppen entworfen. Es wurden jedoch auch Vorschläge anderer Bürger berücksichtigt, die sich über Facebook und andere soziale Medien an dem Prozess beteiligen konnten. In einem darauf folgenden Referendum wurde die Verfassung von einer Zweidrittelmehrheit der Wähler bestätigt. Das Isländische Parlament weigerte sich jedoch bisher, die Verfassung anzunehmen, was jedoch nach der derzeit gültigen Verfassung nötig ist. Eine endgültige Entscheidung steht noch aus.

### Bürgerjury zur Gesetzgebung beim Getränkepfand (Australien)
Im Jahre 2000 beauftragte der Umweltminister des australischen Staates New South Wales das Institute of Sustainable Futures (ISF) in Sydney mit einer Studie zur Gesetzgebung für ein Pfand auf Getränkebehälter. In Zusammenhang mit dieser Aufgabe stellte das Institut per Zufallsauswahl eine Bürgerjury zusammen. Diese sollte die verschiedenen Möglichkeiten für ein Kreislaufsystem unter Berücksichtigung der Akzeptanz der Beteiligten gegeneinander abwägen. Die Jury ließ sich weder von der Industrie noch von Umweltverbänden beeinflussen. Die Teilnehmer zeigten, dass sie das Interesse der Allgemeinheit über ihr persönliches stellten.

### Convention on the Constitution (Irland)
Im Januar 2013 begann in Irland die Convention on the Constitution, eine ausgeloste Bürgerversammlung, die Gesetze zu umstrittenen Themen wie Abtreibung und gleichgeschlechtliche Ehe entwerfen sollte. Als Vorbild diente das Projekt We the Citizens des University College Dublin. Die Versammlung bestand aus 66 Bürgern und 33 Politikern, wobei die ausgelosten Bürger von einem unabhängigen Forschungsinstitut unter Berücksichtigung von Alter, Geschlecht und Herkunft zusammengestellt wurden. Die Versammlung beriet insgesamt ein Jahr zusammen mit Experten und Sachverständigen, danach kamen die Entwürfe ins Parlament, wo darüber entschieden wurde, ob es zu einem nationalen Referendum über die Entwürfe kommen solle. Am 22. Mai 2015 kam es zu einem solchen Referendum: Die irische Bevölkerung stimmte mit 62 Prozent einer Verfassungsänderung zu, die die gleichgeschlechtliche Ehe ermöglichte. „Es war das weltweit erste Mal in der Neuzeit, dass eine Beratung von ausgelosten Bürgern zu einer Verfassungsänderung führte“, so David Van Reybrouck.

### Abgrenzung zur Demarchie
In Abgrenzung zum Bürgerforum bzw. der „Aleatorischen Deliberation“, bei der Vorschläge ausschließlich zur Unterbreitung an Entscheidungsträger ausgearbeitet werden, treffen bei der „Demarchie“ bzw. „Aleatorischen Demokratie“ die ausgelosten Repräsentaten des Volkes auch selbst direkt die Entscheidungen.